# تاشا نيلسون
تاشا نيلسون (بالإنجليزية: Tasha Nelson)‏ هي متزحلقة أمريكية، ولدت في 1 يوليو 1974.

## وصلات خارجية
- تاشا نيلسون على موقع الاتحاد الدولي للتزلج (التزلج على المنحدرات الثلجية) (الإنجليزية)
- تاشا نيلسون على موقع أوليمبيديا (الإنجليزية)